# Espelt de guerra
L'espelt de guerra és una arma blanca.
Va ser creat a l'Europa del segle XIII partint de l'espelt utilitzat per a la caça major. Arma enastada, es constitueix d'una llarga fulla de secció triangular o quadrangular, per a donar potents cops de punta, de la qual parteixen dues fulles secundàries, habitualment en forma de pua o dent de forca.
De l'espelt (spetum en llatí i en anglès), deriven altres formes d'arma d'ast més refinades:
- Ronca, espelt d'ast molt llarg, amb fulla central massissa, a vegades en forma de "Llengua de bou";
- Corsesca, híbrid entre l'espelt i l'arpió d'abordatge, que les seves dents punxegudes servien a fer caure de la sella el cavaller en armes.

També se'n feren exemplars molt preats de representació amb fulles decorades d'or.